# روبیدیوم کلرید
روبیدیوم کلرید (به انگلیسی: Rubidium chloride) با فرمول شیمیایی RbCl یک ترکیب شیمیایی با شناسه پاب‌کم ۶۲۶۸۳ است. که جرم مولی آن ۱۲۰٫۹۲۱ g/mol می‌باشد. شکل ظاهری این ترکیب، جامد زرد است.